# Плюха, Альберт Григорьевич
Альберт Григорьевич Плюха (3 июня 1936 — неизвестно) — советский хоккеист, нападающий.

## Биография
Начинал играть в сезоне 1956/57 в команде класса «Б» МВО Калинин. Следующий сезон провёл в классе «А», сезон 1958/59 — во второй группе класса «А». Сезоны 1959/60 — 1960/61 отыграл в классе «А», в последнем сезоне команда носила название СКА. Сезон 1961/62 провёл в команде чемпионата СССР «Крылья Советов», затем выступал в низших лигах за «Труд» Ангарск (1962/63 — 1963/64) и «Шахтёр» Инта (1965/66 — 1967/68).